# COLORLESS
『COLORLESS』（カラーレス）は、shelaの1枚目のアルバムである。2001年5月9日にavex traxよりリリース。

## 解説
タイトルは英語で「無色」。マキシシングル「White」「RED」「purple」「orange」「sepia」の曲が収録され、色をテーマに歌ってきたshelaの集大成的作品である。
初のアルバムにしてオリコンデイリーチャート7日連続1位、ウィークリーチャート1位を獲得した。2週目も小田和正の「LOOKING BACK 2」に2万枚差で2位となった。通常版には帯が付いている。
ボーナストラックを除いた13曲中9曲がシングル曲であり、アルバムに初めて収録された曲は4曲である。
最後に収録された「True & Blue (1997〜1999)」のあとにしばらく無音が続き、「friends」のオーケストラバージョンに繋がる。当時曲名が記載されていなかったが、2005年に発売したベストアルバム「COLORS single collection vol.1」に再度収録された際に「〜an overtune〜 「friends」」と記載された。
初回版にはボールペンが封入されており、色はグリーン、ピンク、イエロー、ブルーのうち1つが入っていた。ちなみに、この4色は当時全てシングルのタイトルになっていない色である。後の2001年11月28日に「pink」がリリースされた。

## 収録曲
1. feel
作詞：ショーコ(speena) / 作曲：カナコ(speena) / 編曲：木村玲
フジテレビ系ドラマ「女子アナ。」主題歌
2. sepia
作詞・作曲：周防彰悟 / 編曲：T2ya
アプラスCMソング
3. 19RED
作詞：shela / 作曲・編曲：T2ya
フジテレビ系「HEY!HEY!HEY! MUSIC CHAMP」エンディングテーマ
4. Love Again 〜永遠の世界〜
作詞・作曲・編曲：T2ya
TBS系ドラマ「君が教えてくれたこと」主題歌
5. Every time
作詞：shela / 作曲・編曲：T2ya
6. friends
作詞：shela / 作曲：周防彰悟 / 編曲：T2ya
7. Heart goes on...
作詞：安田尊行 / 作曲：畠光洋 / 編曲：Haya10
8. ever
作詞：T2ya / 作曲：新堂敦士 / 編曲：明石昌夫
9. Purple Pain
作詞・作曲・編曲：T2ya
10. 君のいない場所はどこも嫌いだよ
作詞：shela / 作曲：安田尊行 / 編曲：Haya10・鈴木大輔
11. if
作詞：T2ya / 作曲：安田尊行 / 編曲：T2ya
12. White Destiny
作詞・作曲・編曲：T2ya
13. True & Blue (1997〜1999)
作詞・作曲・編曲：T2ya
大王製紙「エリス さらさらシルク ウルトラガード」CMソング
14. 〜an overture〜 「friends」

## 参加ミュージシャン
- 村山達哉：Strings Arrangement（#1 - #4、#6、#13）
- 増崎孝司：Guitar（#1 -  #7、#9 - #11）
- 林部直樹：Guitar（#12、#13）
- 鈴木英俊：Guitar（#8）
- 種子田健：Bass（#2 - #6、#9、#10）
- 松原秀樹：Bass（#7、#11）
- 荻原メッケン基文：Bass（#1）
- 江口信夫：Drums（#1、#2）
- 乙部ヒロ：Drums（#6）
- 佐々木久美：Chorus（#4、#6、#8、#11、#13）
- 松田真人：E.Piano（#6、#7）
- 三沢またろう：Percussion（#1）
- 元井信：Violin（#11）
- T2ya：Programming（#2 - #6、#9、#11 - #13）
- Haya10：Programming（#7、#10）
- 木村玲：Programmimg（#1）
- 明石昌夫：Programming（#8）